# 王静 (北魏)
王静（470年—526年），字元安，北魏太原郡晋阳县（今山西省太原市西南）人，王叡的弟弟王魏诚的儿子。
王静年轻时有才干，袭父爵中都侯，魏孝文帝太和十六年（492年），例降为中都伯。担任羽林监兼尚书郎。因明法，转任廷尉评。出为游击将军，加冠军将军、岐州刺史。赵郡王元谧虐害百姓，城民怨叛，王静前去慰喻，称旨，赐帛五百匹，被任命为赵郡太守，因母老固辞不受。又授征虏将军、廷尉少卿，任官称职。因事贬为中散大夫，以母丧去职。魏孝明帝孝昌元年（525年），兼廷尉卿，行定州事，固辞不受。孝昌二年（526年）夏，兼廷尉卿，行定州事。冬天病卒，时年五十七岁。赠抚军将军、并州刺史，谥贞。无子，以从子王伯豫为后。王伯豫袭爵中都伯。武定年间，官至冀州开府录事参军。北齐受禅，例降。